# 서미화
서미화(徐美和, 1967년 11월 6일~)는 대한민국의 인권운동가, 정치인이다. 제22대 국회의원이다.

## 학력
- 현경고등학교 졸업
- 목포전문대학 유아교육과 전문학사
- 목포대학교 사회복지학 학사
- 동신대학교 사회개발대학원 사회복지학 석사
- 조선대학교 대학원 사회복지학 박사

## 경력
- 목포여성장애인성폭력상담소장
- 전남여성장애인연대 대표
- 한국여성장애인연합 전국성폭력상담위원장
- 2010년 7월 1일~2014년 6월 30일: 제9대 전라남도 목포시의회 의원
- 유달장애인자립생활지원센터 소장
- 전남장애우권익문제연구소 소장
- 2020년 5월~2023년 5월: 국가인권위원회 비상임위원
- 2024년 4월 10일 대한민국 제22대 국회의원 선거 당선(비례대표, 더불어민주연합, 초선)
- 2024년 5월~2024년 10월: 더불어민주당 원내부대표
- 2024년 10월~: 더불어민주당 전국장애인위원회 위원장
- 2024년 11월~: 더불어민주당 이재명 대표 국민소통특보단 장애인특보

### 의정 활동
- 2024년 5월 30일~: 제22대 국회의원(비례대표, 더불어민주당, 초선)[A]
  - 2024년 6월~: 제22대 국회 전반기 보건복지위원회 위원
  - 2024년 6월~: 제22대 국회 전반기 국회운영위원회 위원

## 역대 선거 결과
|  | 64.79% |

|  | 26.69% |

## 소속 정당
| 소속 정당 | 소속 정당      | 소속 기간 | 비고      |
| --------- | -------------- | --------- | --------- |
|           | 민주당         | 2010~2011 | 정계 입문 |
|           | 민주통합당     | 2011~2013 | 합당      |
|           | 민주당         | 2013~2014 | 당명 변경 |
|           | 새정치민주연합 | 2014~2015 | 합당      |
|           | 더불어민주당   | 2015~2024 | 당명 변경 |
|           | 무소속         | 2024      | 탈당      |
|           | 더불어민주연합 | 2024      | 입당      |
|           | 더불어민주당   | 2024~현재 | 합당      |

## 같이 보기
- 대한민국 제22대 국회의원 선거 더불어민주연합 후보 목록#비례대표